# WRB – Dornau bis Neustadt
| WRB „DORNAU“ bis „NEUSTADT“ SStB „GLOGGNITZ“ bis „NEUSTADT“ ÖStB „REICHENAU“, „RAAB“ und „RAUHENSTEIN“ SB 801–804 | WRB „DORNAU“ bis „NEUSTADT“ SStB „GLOGGNITZ“ bis „NEUSTADT“ ÖStB „REICHENAU“, „RAAB“ und „RAUHENSTEIN“ SB 801–804 | WRB „DORNAU“ bis „NEUSTADT“ SStB „GLOGGNITZ“ bis „NEUSTADT“ ÖStB „REICHENAU“, „RAAB“ und „RAUHENSTEIN“ SB 801–804 | WRB „DORNAU“ bis „NEUSTADT“ SStB „GLOGGNITZ“ bis „NEUSTADT“ ÖStB „REICHENAU“, „RAAB“ und „RAUHENSTEIN“ SB 801–804 | WRB „DORNAU“ bis „NEUSTADT“ SStB „GLOGGNITZ“ bis „NEUSTADT“ ÖStB „REICHENAU“, „RAAB“ und „RAUHENSTEIN“ SB 801–804 |
| --- | --- | --- | --- | --- |
| kein GPL-Bild vorhanden                                                                                           | | | | |
| Technische Daten                                                                                                  | | | | |
| | „DORNAU“ und „GLOGGNITZ“                                                                                          | „REICHENAU“ bis „RAUHENSTEIN“                                                                                     | „MÖDLING“ | „VÖSLAU“ bis „NEUSTADT“                                                                                           |
| Bauart | 1A1 n2 | 1A1 n2 | 1A1 n2 | 1A1 n2 |
| Zylinder-Ø | 268 mm | 305 mm | 268 mm | 329 mm |
| Kolbenhub | 454 mm | 454 mm | 461 mm | 474 mm |
| Treibrad-Ø | 1580 mm | 1580 mm | 1738 mm | 1738 mm |
| Laufrad-Ø vorne                                                                                                   | k. A. | k. A. | k. A. | k. A. |
| Laufrad-Ø hinten                                                                                                  | k. A. | k. A. | k. A. | k. A. |
| Heizfl. d. Rohre                                                                                                  | 27 m² | 38 m² | 33 m² | 44 m² |
| Heizfl. d. Feuerbüchse                                                                                            | k. A. | k. A. | k. A. | k. A. |
| Rostfl. | k. A. | k. A. | k. A. | k. A. |
| Dampfdruck | 6,5 | 6,5 | 4,9 | 6,5 |
| Adhäsionsgewicht                                                                                                  | 8,7 t | 6,2 t | 7,6 t | 7,8 t |
| Dienstgewicht | 12,3 t | 14,3 t | 12,8 t | 12,6 t |
| Dienstgewicht + Tender                                                                                            | k. A. | k. A. | k. A. | k. A. |
| Wasser | k. A. | k. A. | k. A. | k. A. |
| Kohle | k. A. | k. A. | k. A. | k. A. |
| Länge | k. A. | k. A. | k. A. | k. A. |
| Länge + Tender | k. A. | k. A. | k. A. | k. A. |
| Höhe | k. A. | k. A. | k. A. | k. A. |

Die Dampflokomotiven „DORNAU“ bis „NEUSTADT“ waren elf Stück Personenzuglokomotiven der Wien–Raaber (Gloggnitzer) Eisenbahn (WRB (Wien–Raaber  Bahn)).
Da die WRB mit der Leistung der „PHILADELPHIA“, der „LAXENBURG“ und „BADEN“ nicht zufrieden war, bestellte sie elf Stück 1A1-Maschinen bei drei englischen Lokomotivfabriken.
Alle Maschinen wurden 1840 geliefert.
Die „DORNAU“, „GLOGGNITZ“, „REICHENAU“, „GUTTENSTEIN“, „RAAB“ und „RAUHENSTEIN“ kamen von Stephenson, die „MÖDLING“ von Hawthorn in Newcastle upon Tyne sowie die „VÖSLAU“, „BRÜHL“, „WIEN“ und „NEUSTADT“ von Sharp, Stewart and Company.
Die „WIEN“ wurde bei Ablieferung der „WIEN II“ der Lokomotivfabrik der StEG in „PRESSBURG“ umbenannt.
Die Unterschiede in den Dimensionen der einzelnen Lokomotiven sind der Tabelle zu entnehmen.
Die „DORNAU“ explodierte 1843.
Alle anderen Maschinen kamen 1853 zur Südlichen Staatsbahn.
Die „REICHENAU“, die „RAAB“ und die „RAUHENSTEIN“ kamen 1856 zur Östlichen Staatsbahn und scheinen schon vor 1858 abgestellt worden zu sein.
Die „MÖDLING“ wurde 1858, die „GLOGGNITZ“ und die „GUTTENSTEIN“ 1859 ausgeschieden.
Die restlichen Maschinen kamen als SB 801–804 zur Südbahn und wurden 1860 ausgemustert.